# Relazioni bilaterali tra Spagna e Andorra
Le relazioni Andorra-Spagna sono relazioni bilaterali tra Andorra e Spagna. Entrambe le nazioni sono membri del Consiglio d'Europa, dell'Organizzazione degli Stati Ibero-Americani e delle Nazioni Unite.

## Storia

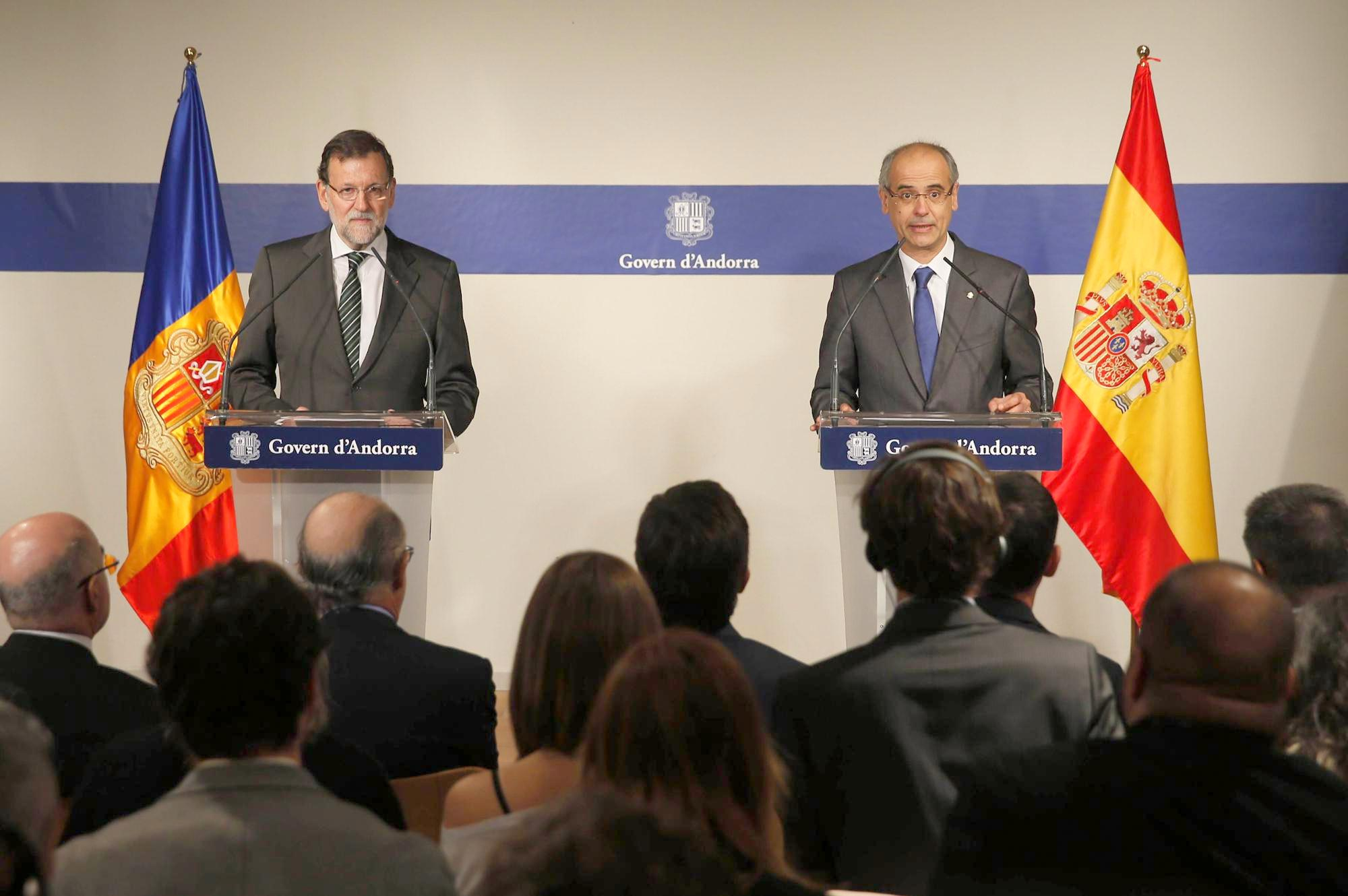
Il Primo Ministro spagnolo Rajoy e il Primo Ministro andorrano Martí a una conferenza stampa durante la visita del Primo Ministro Rajoy ad Andorra nel gennaio 2015.

Andorra e la Spagna hanno una relazione storica ma inusuale. Andorra è stata creata da Carlo Magno come uno stato cuscinetto tra Francia e la conquista islamica della penisola iberica. Nel 1278, in base a un accordo di "pariage", Andorra ha accettato un'alleanza comune con un principe francese e un principe spagnolo dopo le dispute tra gli eredi francesi e i vescovi spagnoli di Urgell. Per più di 700 anni, Andorra è stata gestita congiuntamente dai monarchi francesi e la Diocesi spagnola di Urgell. Durante la guerra civile spagnola, Andorra ha ospitato rifugiati da entrambe le parti del conflitto spagnolo. Durante la seconda guerra mondiale, Andorra è diventata un'importante meta di contrabbando dal Governo di Vichy alla Spagna neutrale.
Le relazioni diplomatiche ufficiali tra Andorra e Spagna sono state stabilite dopo la firma del congiunto Treaty of Good Neighborhood, Friendship and Cooperation (Trattato di Buon Quartiere, Amicizia e Cooperazione) tra Andorra, Francia e Spagna; dopo Andorra ha adottato una nuova costituzione diventando una democrazia parlamentare. Il vescovo di Urgell ha il compito di co-principe (assieme al Presidente della Francia) ad Andorra. Nel 1993, la Spagna ha aperto un'ambasciata residente ad Andorra la Vella. Nel 2005, Andorra è stata ammessa nell'Organizzazione degli Stati Ibero-Americani e quello stesso anno, il Primo Ministro andorrano Albert Pintat ha partecipato al summit ibero-americano tenutosi a Salamanca, in Spagna. Nel gennaio 2015 il Primo Ministro spagnolo Mariano Rajoy è diventato il primo leader spagnolo a visitare Andorra. La visita è stato un chiaro esempio di come le relazioni bilaterali siamo ancora in un ottimo stato. La progressiva intensificazione delle relazioni bilaterali tra Andorra e Spagna è avanzata con l'invito formale, nel novembre del 2016, del Presidente andorrano Antoni Antoni Martí al Re Filippo VI di Spagna a visitare il principato.
Gli spagnoli sono la principale nazionalità che visita Andorra per scopi turistici. I cittadini spagnoli sono anche il gruppo di residenti stranieri maggiore ad Andorra con oltre 18.000 cittadini spagnoli che vivono ad Andorra.

## Accordi bilaterali
Dal 1993, entrambe le nazioni hanno firmato diversi accordi bilaterali come:
- Treaty of Good Neighborhood, Friendship and Cooperation - Trattato di Buon Quartiere, Amicizia e Cooperazione (1993);
- Accordo riguardo allo Statuto del Co-Principe Episcopale (1995);
- Accordo riguardante l'ingresso, la circolazione, residenza e l'instaurazione dei cittadini di ogni nazione (2000);
- Accordo sulla Sicurezza Sociale (2002);
- Accordo sul reciproco riconoscimento delle autorizzazione per i fucili da caccia e del tiro sportivo (2005);
- Accordo sull'insegnamento (2005);
- Accordo sulla Collaborazione tra Consiglio Generale dell'Ordinamento Giudiziario e il Consiglio Superiore di Giustizia (2006);
- Accordo sullo scambio di informazioni in materia tributaria (2010);
- Accordo sull'accesso per ogni Università di entrambe le nazioni (2010);
- Accordo sul trasferimento degli scarti (2011);
- Protocollo di collaborazione tra il procuratore generale di spagnolo e il Presidente andorrano del Supremo Consiglio di Giustizia per stabilire un programma di scambi e visite da procuratori pubblici (2014);
- Accordo per evitare la Doppia Tassazione (2015);
- Accordo sul Trasporto Internazionale su Strada (2015);
- Memorandum di comprensione, amicizia e cooperazione generale (2015);
- Convenzione per combattere il crimine e la cooperazione in materia di sicurezza (2015);
- Memorandum di comprensione tra l'AEMPS e il Ministro della Salute di Andorra sulla Cooperazione per medicinali, prodotti per la salute e cosmetici (2017);
- Memorandum di comprensione riguardo al trasferimento di persone diagnosticate con malattie con un alto rischio di infezione per un trattamento in centri medici specializzati in Spagna (2017);
- Accordo sull'esercizio di attività professionali pagate da parte dei dipendenti del personale diplomatico, consolare, amministrativo e tecnico delle missioni diplomatiche, degli uffici consolari e delle rappresentanze permanenti dinanzi alle organizzazioni internazionali da uno Stato all'altro (2017);
- Memorandum di comprensione in materia di sicurezza informatica (2017)[4]

## Commercio
Nel 2017, il commercio tra Andorra e Spagna ha totalizzato €835.000.000. I principali prodotti esportati in Spagna includono tabacco ed arredamenti. La Spagna esporta in Andorra la maggior parte dei prodotti alimentari di base e carburante. La Spagna è il partner commerciale principale per Andorra. Diverse multinazionali spagnole operano ad Andorra. Alcune banche andorrane operano in Spagna.

## Missioni diplomatiche
- Andorra ha un'ambasciata a Madrid.[5]
- La Spagna ha un'ambasciata ad Andorra la Vella.[6]